# Gorō Kishitani
Gorō Kishitani (岸谷五朗, Kishitani Gorō), né le 27 septembre 1964 à Musashino, est un acteur, seiyū, metteur en scène et dramaturge japonais. Il s'illustre à la fois au cinéma, à la télévision, au théâtre et sur la scène musicale.

## Biographie
Gorō Kishitani est diplômé du lycée Kodaira, à Tokyo. Très vite, il abandonne ses études de commerce à l'Université Chūō pour se consacrer au théâtre. En 1983, il rejoint la compagnie théâtrale Super Eccentric Theater dirigée par Miyake Yuji. C'est au sein de cette compagnie qu'il rencontre son ami et futur collaborateur Yasufumi Terawaki.
Entre 1987 et 1994, Kishitani, Terawaki et Yoshinobu Yamada forment le trio comique SET Team.
De 1990 à 1994, il est disc jockey pour l'émission radiophonique Goro Kishitani's Tokyo RADIO CLUB diffusée sur TBS Radio.
En 1993, il campe le rôle principal du film De quel côté est la lune ? ; cette performance lui permet de décrocher le prix de Meilleur espoir à la cérémonie des Blue Ribbon Awards ainsi que la récompense du Meilleur nouvel acteur au Festival du film de Yokohama.
Deux ans plus tard, il remporte l'Élan d'or de la révélation de l'année aux côtés des autres (futures) célébrités Tomoko Yamaguchi, Michiko Hada, Etsushi Toyokawa et Takuya Kimura.
Dès la fin de SET Team, Terawaki et Kishitani créent Chikyū Gorgeous. Selon Terawaki, l'appellation Chikyū Gorgeous (地球ゴージャス, Chikyū gōjasu, littéralement : Terre magnifique) repose sur leur vision du monde : « Nous voulions que les habitants de la Terre aient conscience de leur richesse et de leur beauté, nous avons opté pour ce nom légèrement ludique [...] ». Leur concept est de concevoir des spectacles (pièces de théâtre, comédies musicales...) sur une courte période, portés par une troupe de comédiens invités. Très prolifique, le tandem produit et présente ses créations tous les un à deux ans. Depuis leur 4e production, Kishitani officie comme dramaturge et metteur en scène sur toutes leurs œuvres.
En 2002, sa prestation dans Graveyard of Honor lui assure un nouveau prix : celui de Meilleur acteur aux Japanese Professional Movie Awards.
En 2007, il contribue à la création de FROGS, un spectacle de danse à destination des jeunes, porté par une musique de Haruichi Shindō (Porno Graffitti). FROGS est monté à plusieurs reprises, notamment en 2009 et 2013.
Il fait ses débuts en tant que réalisateur courant 2009 avec le long métrage Killer Virgin Road.
En 2021, Chikyū Gorgeous adapte la comédie musicale américaine The Prom pour le public nippon. Le scénario, la traduction et la mise en scène sont assurés par Kishitani.

## Carrière partielle

### Filmographie

#### Cinéma
- 1993 : De quel côté est la lune ? : Tadao
- 2002 : Returner : Mizoguchi
- 2002 : Graveyard of Honor : Rikuo Ishimatsu
- 2003 : La Mort en ligne : Oka
- 2005 : Tokyo Tower : Asano
- 2006 : Taiyō no uta : Ken Amane
- 2007 : Yakuza : L'Ordre du dragon : Goro Majima
- 2007 : Crows Zero : Hideo Takitani
- 2009 : Crows Zero II : Hideo Takitani
- 2011 : Yoake no Machi de : Kazuya Watanabe
- 2013 : Shield of Straw : Takeshi Okumura
- 2014 : Black Butler : Nekoma Saneatsu

#### Télévision
- 2011 : Gō : Toyotomi Hideyoshi
- 2016 : Jimi ni Sugoi! Kōetsu Girl: Kouno Etsuko : Shion Takehara
- 2018 : Chūgakusei Nikki : Shimazaki Kosuke
- 2018 - 2019 : Ten : Takashi Ten
- 2024 : Hikaru Kimi e : Fujiwara no Tametoki, le père de Mahiro

#### Doublage
- 1990 : Les Nouvelles Aventures de Batman : voix additionnelles
- 2001 : Chicken Run : Rocky
- 2017 : Full Metal Jacket : Eight Ball (ressortie japonaise)

### Performances scéniques

#### Avec Chikyū Gorgeous
- 1995 : Bindzume no jigoku 〜 itsu made mo taeru koto naku tomodachi de iyou 〜 (瓶詰の地獄 〜いつまでもたえることなくともだちでいよう〜)
- 1997 : Kami no doresu o moyasu yoru ― Honkon dai yoru sōkai ― (紙のドレスを燃やす夜―香港大夜総会―)
- 1999 : Chizu ni nai machi ― DOHENEKE HEKISHIN (地図にない街―DOHENEKE HEKISHIN)
- 2000 : Sakura no Uta 〜 Maboroshi no natsu… wasuresara reta chīsana kokoro-tachi e no rekuiemu 〜 (さくらのうた 〜幻の夏…忘れ去られた小さな心たちへのレクイエム〜)
- 2001 : Quintet (クインテット)
- 2002 : Karte (カルテ)
- 2004 / 2005 / 2022 : Claudia
- 2006 : Humanity the Musical ~ Momotarō to yukainanakamatachi ~ (Humanity the Musical 〜モモタロウと愉快な仲間たち〜)
- 2007 : Sasayaki-iro no ano hi-tachi (ささやき色のあの日たち)
- 2009 : Hoshi no daichi ni furu namida (星の大地に降る涙)
- 2010 : X day
- 2012 : Kaitō Sebun (海盗セブン)
- 2014 : Kuzariāna no tsubasa (クザリアーナの翼)
- 2016 : The Love Bugs
- 2018 : ZEROTOPIA
- 2020 : Hoshi no daichi ni furu namida The Musical (星の大地に降る涙 The Musical)
- 2021 : The Prom
- 2024 : Hakanaki hikari no rapusodi (儚き光のラプソディ)

#### Autres
- 2008 : Turandot : Calaf

## Crédit d'auteurs
- (ja) Cet article est partiellement ou en totalité issu de l’article de Wikipédia en japonais intitulé « 岸谷五朗 » (voir la liste des auteurs).